# 漓江民俗风情园

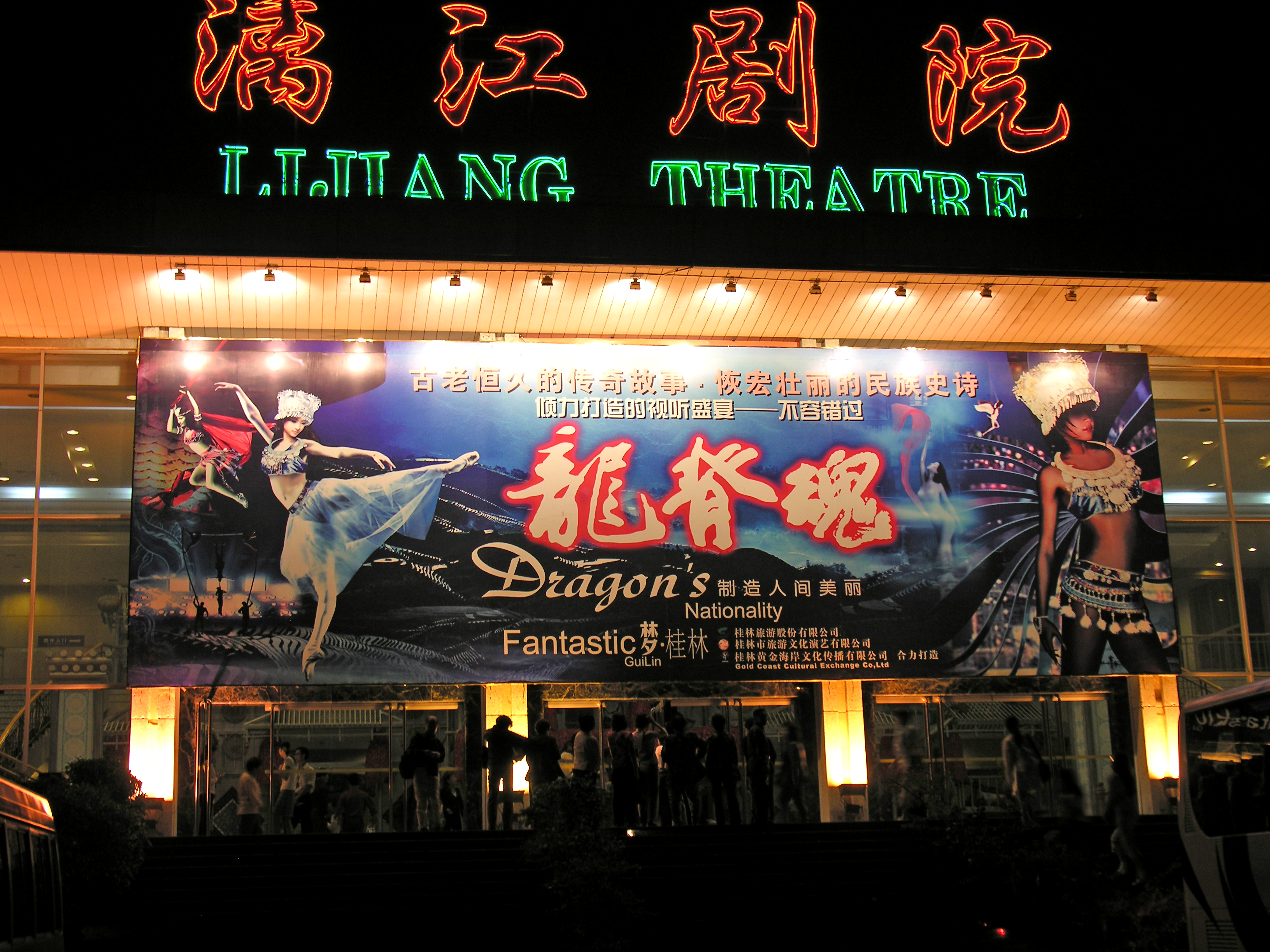
民俗风情园劇場

漓江民俗风情园位于中國廣西壯族自治區漓江与小东江上游汇合处。园内的民族建筑、民俗风情和民间艺术均源自广西四个主要少数民族壮、侗、苗、瑶，是一座融观赏性、刺激性和参与性为一体的文化艺术公园。但因经营不善已停业多年。

## 印象
漓江民俗风情园内有壮寨、侗寨、苗寨、瑶寨，分别体现了各自民族的文化和建筑特色，四个民族的建筑中，吊脚木楼、鼓楼、风雨桥、亭廊相连，浑为一体。
在大门正前有极富民俗色彩的图腾柱群，刻画出了各自民族的原始图腾，神秘富有美感。图腾柱的北方有一个大广场，轮流演出各民族的特色节目：壮族的板鞋舞，苗族的芦笙踩堂，侗族的多耶等还有斗鸡、斗马、上刀山、射驽等民族游乐活动 
风情园体现了浓厚质朴的民俗气息，壮族的绣球定情、苗族的踩脚求爱、侗族的坐妹、瑶族的爬楼都让你为之新奇。古代百越"干栏式"特点和楚文化色彩的各种建筑和雕刻里兼容着各民族的独特风格。 
园内导游可用中、粤、英、日语解说，其中还设有民族餐厅。